# Aaron Nimzowitsch
Aaron Nimzowitsch, auch Aron Nimzowitsch, lettisch Ārons Ņimcovičs (* 26. Oktoberjul. / 7. November 1886greg. in Riga; † 16. März 1935 in Kopenhagen), war ein im heutigen Lettland geborener dänisch-russischer Schachmeister und -theoretiker.

## Namensschreibung
Seine Eltern hatten in ihren amtlichen Dokumenten noch den Namen Nêmçoviç („der Deutsche“) verzeichnet. Nach einiger Zeit wurde daraus die deutsche Schreibweise Niemzowitsch. Als Aaron Niemzowitsch nach dem Ersten Weltkrieg aus dem Baltikum in den Westen emigrieren wollte, wurde von den Behörden der Buchstabe „e“ bei der Ausstellung des Passes fälschlicherweise weggelassen, so dass aus Niemzowitsch nunmehr Nimzowitsch wurde. In diesen unsicheren Zeiten unterließ er es, eine Richtigstellung zu verlangen. Er wäre Gefahr gelaufen, noch ein paar Wochen auf seinen Pass zu warten oder ihn gar gänzlich zu verlieren.
Für den Vornamen sind beide Schreibweisen gebräuchlich: Aaron und Aron (so zum Beispiel in seinen Büchern und auf seinem Grabstein).

## Leben

### Jugend
Nimzowitsch war der Sohn deutschsprachiger jüdischer Eltern. Über seine Kindheit und Jugend ist wenig bekannt. In einer Rigaer Tageszeitung veröffentlichte Andreas Ascharin 1896 (oder 1895) erstmals eine Partie des neunjährigen Knaben. Das Deutsche Wochenschach publizierte außerdem 1904 auf S. 213 eine Nimzowitsch-Partie, mit der Bemerkung, dass sie „von der Kombinationskraft des Führers der Schwarzen ein glänzendes Zeugnis ablegt“. Seiner ursprünglichen Absicht nach kam er aber nicht wegen des Schachspiels nach Deutschland, sondern um dort zu studieren. Jacques Mieses erzählt in seinen Nimzowitsch-Erinnerungen (Schach-Taschenbuch 1953, S. 37ff), dass über Nimzowitsch das gleiche Scherzwort im Umlauf war, wie ein Vierteljahrhundert zuvor über Curt von Bardeleben: „Er studiert Schach und spielt Jura.“ Tatsächlich studierte er in Berlin Philosophie, aber das ist seitdem gleichgültig geworden, seine Lehrwerkstatt war das Café Kaiserhof in Berlin und nicht die Aula der Universität.
Ab 1920 lebte er in Kopenhagen.

### Schachlaufbahn
Ab dem Jahr 1903 tauchte sein Name regelmäßig in den Schachzeitungen auf und sollte dort auch für die nächsten 30 Jahre nicht mehr verschwinden.
Neben seinen wechselhaften Erfolgen hatte er vielfach durch seinen Eigensinn die Neigung, sich bei seinen Meisterkollegen unbeliebt zu machen. Später, nachdem er sich seinen schachhistorischen Platz erobert hatte, nahm man das kopfschüttelnd oder lächelnd hin, aber in den Anfängen seiner Karriere bereitete ihm dies einige Schwierigkeiten.
Auffallend ist die Tatsache, dass er sich immer wieder aus dem öffentlichen Turnierleben zurückzog und dann teilweise erst nach mehreren Jahren wieder mit großem Erfolg auftrat. Dies ist zum Teil darin begründet, dass er trotz der strikten Abstinenz von Nikotin und Alkohol ein eher kränklicher Mensch war, den die anstrengenden Turniere viel Kraft kosteten. Andererseits aber zeigte sich, dass sich in diesen Phasen seine Spielmethodik änderte und seine Theorien reiften.
Nimzowitschs Schachkompositionen sind überwiegend methodisch durchdachte Lehrbeispiele zur Spielführung in Mittel- und Endspiel. Bis 1919 etwa publizierte er vorwiegend Schachaufgaben, später wurden im Zusammenhang seiner theoretischen Ansichten verschiedene Studien bekannt.

### Die Kontroverse mit Tarrasch
Der biographische Ausgangspunkt des späteren theoretischen Streits zwischen Nimzowitsch und Siegbert Tarrasch ist eine 1904 in Nürnberg gespielte freie Partie zwischen den beiden. Nimzowitsch berichtet darüber ausführlich in Wie ich Großmeister wurde. Er schreibt:
„Wenn ich auch schon zu jener Zeit erkannte, dass Tarrasch mein Widersacher war, so sah ich in ihm doch noch nicht meinen «Erbfeind». Aber unsere Beziehung sollte bald sehr gespannt werden. Das geschah so. Etwa zwei Monate nach der Episode mit «Th6» hielt er mich der Ehre für würdig, mit mir eine ernste Partie zu spielen. Die Eröffnung spielte ich aus Gewohnheit ganz seltsam, teils, weil ich mich, wie ich oben erwähnte, zu jener Zeit nur sehr schlecht im Positionsspiel zurechtfand, teils aber auch deshalb, weil ich schon damals bewusst die eingefahrenen Wege mied und mich nur mit einer gewissen Skepsis nach den Dogmen der damals herrschenden Schule richtete. Viel Publikum hatte sich versammelt (obwohl die Partie einen privaten Charakter hatte), denn da der Reichtum meiner kombinatorischen Phantasie zu Unrecht mit schachlicher Stärke gleichgesetzt wurde, erwartete das Publikum wenn schon keinen ausgeglichen Kampf – denn Tarraschs Ruf stand damals in voller Blüte – so doch eine interessante und gehaltvolle Partie. Nach dem 10. Zug kreuzte Tarrasch die Arme vor der Brust und sagte plötzlich folgenden Satz: «Noch nie in meinem Leben stand ich nach dem 10. Zuge so gewaltig auf Gewinn wie in diesem Fall.» Die Partie endete übrigens remis. Aber ich habe Tarrasch alle die mir vor den Zuschauern zugefügten Beleidigungen lange nicht verzeihen können. [...] Für mich war Tarrasch immer Mittelmaß; er spielte wirklich sehr stark, aber alle seine Ansichten, Sympathien und Antipathien, und seine größte Unfähigkeit, nämlich neuen Ideen zu schaffen, – all dies bewies klar die Mittelmäßigkeit seiner Geisteshaltung.“ 

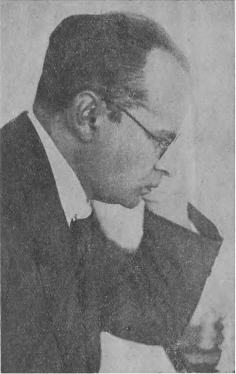
Aaron Nimzowitsch am Schachbrett

Nimzowitsch war diese Beleidigung eine Motivation, Tarrasch als führenden Theoretiker abzulösen. Ab 1911 versicherten sie einander immer wieder ihrer Antipathie, etwa in Partiekommentaren. So warf z. B. Tarrasch im Jahre 1912 Nimzowitsch anlässlich der Partie Rubinstein-Nimzowitsch (San Sebastian 1912) vor, „eine ausgesprochene Vorliebe für häßliche Eröffnungszüge“ zu haben, und bewertete sein Spiel insgesamt als „unästhetisch“. Nimzowitsch antwortete im gleichen Jahr mit einem offenen Brief auf diese „verzerrte Kritik“ und unterstellte, dass Tarrasch sich „für das theoretische Fiasko in der Variante 3. e5 hierdurch rächen möchte“. Er verschärfte den über Jahre ausgetragenen Streit. Kurz vor dem Ausbruch des Ersten Weltkriegs erschien in der Wiener Schachzeitung der zwölfseitige Aufsatz Entspricht Dr. Tarraschs „Die moderne Schachpartie“ wirklich moderner Auffassung? Dann hörte man lange Zeit nur wenig von Nimzowitsch. Erst im März 1923 fand sich in der Neuen Wiener Schachzeitung ein Artikel von Savielly Tartakower, in dem von Nimzowitschs größtem Anliegen die Rede ist, von der Geburt „seines Systems“.
Die manchmal vorgetragene Behauptung, der polemische Ton, den Nimzowitsch und Tarrasch in ihrer Auseinandersetzung anschlugen, verhindere die objektive Feststellung, dass beide Parteien nicht so weit voneinander entfernt gewesen seien, wie es den Anschein habe und wohl auch haben sollte, ist umstritten. Insbesondere gibt es keine Anhaltspunkte dafür, dass Nimzowitsch aus Gründen der Propaganda den Abstand zu Tarrasch besonders habe hervorheben wollen. Nimzowitsch hatte unabhängig von allen schachlichen Differenzen bis an sein Lebensende eine starke persönliche Abneigung gegen Tarrasch.
Was die schachlichen Differenzen anbelangt, so unterscheiden sich Nimzowitsch und Tarrasch ganz grundsätzlich in der Bewertung des Raumvorteils und des freien Figurenspiels sowie der Bauernstruktur. Man erkennt dies etwa an Tarraschs Aversion gegen etwas zurückhaltende Eröffnungen wie die Philidorverteidigung und auch gegen altindische Strukturen, und umgekehrt an Nimzowitschs Aversion gegen einen „lockeren Aufbau“ ganz allgemein und insbesondere gegen die Tarrasch-Verteidigung des Damengambits, die er auf Grund struktureller Defekte – isolierter Bauer – für praktisch widerlegt hielt.
Für Nimzowitsch war das wichtigste Kriterium zur Stellungsbeurteilung die Bauernstruktur. Tarrasch dagegen legte Wert auf Entwicklung, Raumvorteil und freies Figurenspiel, also Kriterien, die für Nimzowitsch nur von untergeordneter Bedeutung waren. Einig waren sich Nimzowitsch und Tarrasch (und auch fast alle anderen Schachtheoretiker) darin, dass die Zentralfelder privilegierte Felder seien, die es zu beherrschen gelte. Nimzowitsch wies aber darauf hin, dass das Zentrum auch anders kontrolliert werden könne als durch die von Tarrasch propagierte Bauernbesetzung, nämlich durch Figurenwirkung. In der Praxis konnte er diese These schon 1911 in Karlsbad demonstrieren, und zwar mit Weiß in einer beispielhaften Partie gegen Hersz Salwe in der Vorstoßvariante der Französischen Verteidigung. Nimzowitsch selbst hielt dies für „die erste hypermoderne Partie der Schach-Geschichte“.

### Erfolge und früher Tod
Nimzowitsch gewann folgende Schachturniere: 1906 in München, 1913/14 die All-Russische Meisterschaft in Sankt Petersburg (zusammen mit Alexander Aljechin), 1922, 1923, 1924, 1928 (2 Turniere), 1933 und 1934 in Kopenhagen, 1925 in Marienbad (zusammen mit Akiba Rubinstein), 1926 in Dresden, 1926 in Hannover, 1927 im Ostseebad Niendorf und in London, beide zusammen mit Savielly Tartakower, ein weiteres Turnier 1927 in London, 1928 in Berlin, 1929 in Karlsbad, 1930 in Frankfurt am Main und 1931 in Winterthur. Im Jahre 1925 wurde er Zweiter hinter Efim Bogoljubow bei der deutschen Meisterschaft in Breslau.
Beim Schachturnier in Dresden 1926 erhielten Aljechin und Nimzowitsch für ihre Partie als Schönheitspreis 5000 Zigaretten.
Nimzowitschs beste historische Elo-Zahl war 2780, diese erreichte er 1929. Bereits 1913 stand er für sechs Monate auf Platz zwei der nachträglich berechneten Weltrangliste.
Ab Beginn der 1930er Jahre ließ seine Spielstärke nach. Zum letzten Mal zeigte er sich im Nordischen Schachkongress in Kopenhagen 1934. Dann wurde unerwartet gemeldet, Nimzowitsch sei im Alter von noch nicht 49 Jahren in Kopenhagen im Hareskow-Sanatorium an den Folgen einer Lungenentzündung verstorben.

## Vermächtnis
Nimzowitsch wird als einer der wichtigsten Schachtheoretiker angesehen und gilt als Vater des hypermodernen Schachs. Seine Werke beeinflussten zahlreiche andere Spieler, darunter Savielly Tartakower, Milan Vidmar, Richard Réti, Akiba Rubinstein, Michail Botwinnik, Bent Larsen, Viktor Kortschnoi und Tigran Petrosjan, und sein Einfluss ist bis heute zu spüren. Am deutlichsten zeigt sich das an seinem Werk Mein System, welches sich heute noch großer Popularität erfreut und in welchem Nimzowitsch damals unorthodoxe Konzepte wie die Überdeckung von angegriffenen Figuren und Bauern, Kontrolle des Zentrums durch Figuren anstelle von Bauern, Blockade der gegnerischen Figuren und Prophylaxe behandelt.

## Bekannte Partien
- Sämisch – Nimzowitsch, Kopenhagen 1923, die „unsterbliche Zugzwangpartie“

## Eröffnungssysteme
Zahlreiche Eröffnungsvarianten tragen seinen Namen, zum Beispiel die auch heute noch populäre Nimzo-Indische Verteidigung, die Nimzowitsch-Verteidigung und die Nimzowitsch-Larsen-Eröffnung.

## Schriften
- Die Blockade. Bernhard Kagan, Berlin 1925.
- Mein System. Ein Lehrbuch des Schachspiels auf ganz neuartiger Grundlage. Bernhard Kagan, Berlin 1925–1927.
- Die Praxis meines Systems. Ein Lehrbuch des praktischen Schachs illustriert an 109 Partien aus meinen Kämpfen mit zahlreichen erläuternden Artikeln und Vorbesprechungen und 513 Diagrammen. Siedentop & Co., Berlin 1929.